# Glacier (hop)
Glacier is een hopvariëteit, gebruikt voor het brouwen van bier.
Deze hopvariëteit is een “aromahop”, bij het bierbrouwen voornamelijk gebruikt vanwege zijn aromatische eigenschappen. De soort werd op de markt gebracht in 2000.

## Kenmerken
- Alfazuur: 4 – 7%
- Bètazuur: 8,2%
- Eigenschappen: